# Tresivio
Tresivio est une commune de la province de Sondrio, dans la région Lombardie, en Italie.

## Géographie
Située dans la Valteline, au nord de la plaine du Pô, Tresivio se trouve au pied des montagnes (massif de la Bernina) qui séparent la Suisse (canton des Grisons - en italien : Grigioni et canton du Tessin - en italien : Ticino -).

## Histoire
Tresivio est un village dont les origines remontent au temps des civilisations Étrusques, vers la fin du VIIe siècle av. J.-C. : la stèle trouvée en 1871, en contrebas de la butte du Calvario, et les répertoires romains sont là pour l’attester.
En 1016, le village est nommé Trecive (du latin tres viae = trois rues) et en 1022, il porte le nom de Tresivi (du mot lombard-oriental qui signifie mangeoire). Le toponyme de Tresivio est cité dans des documents datant du XIe siècle.
Le conflit opposant les Guelfes (Guelfi) et les Gibelins (Ghibellini) (1125-1300) entraînèrent le déclin de toute la région, avec de nombreuses destructions d’édifices.
À la fin du Moyen Âge (1395-1500), le village connut un essor important, il était capoluogo (chef-lieu) du Valtellina, vaste province, qui comprenait les communes de Montagna, de Faedo, de Poggiridenti, de Boffetto, de Piateda, de Ponte, de Sazzo, de Castionetto, de Chiuro et de Castello dell’Acqua, sous le contrôle des familles Visconti (1395-1447) et Sforza (1450-1500) : seigneurs du Valtellina, et qui fut pendant trois ans contrôlée par la République ambrosienne (1447-1450).
L’archevêché de Côme possédait des grandes propriétés dans la région, et chaque archevêque se devait de résider trois mois par an dans le palais Vescovile à Tresivio.
De 1487 à 1513, à l’occasion de la deuxième invasion des Grisons, le village est pillé et subit de nouvelles destructions.

Ce n’est qu’en 1620, à la suite des révoltes contre les Grisons, épisodes sanglants (« Sacro Macello » = sacrée boucherie) dans toute la région, que le village fut libéré par Giovanni Guicciardi (19/07/1620).
Les ravages de la peste en 1630 seront à l’origine de la construction du sanctuaire de Santacasa qui devient le symbole de la dévotion de la communauté du Valtellina à la Vierge Marie.
Après la guerre de Trente Ans, et de nombreux conflits dans toute la région, ce n’est qu’en 1807, lorsque Napoléon rattacha de façon autoritaire la Valteline à la République cisalpine, que la région connut, enfin, une stabilité politique.

## Économie
L’activité économique de la région est basée sur l’élevage (porcs) et la culture (vigne, pommes, kiwis récemment introduits dans l’agriculture).

## Monuments

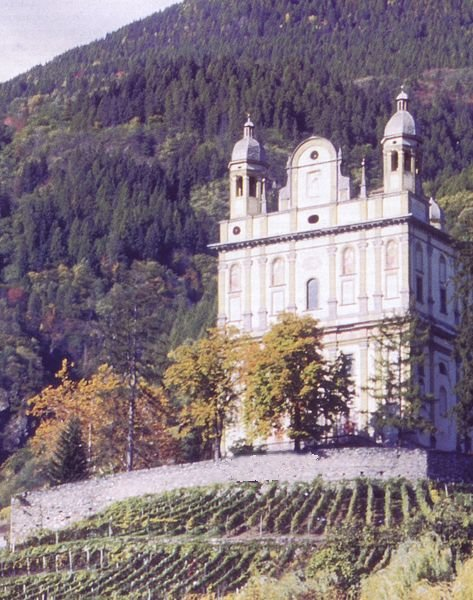
Santa Casa.

Les monuments sont avant tout marqués par l’influence de la religion catholique avec de nombreuses chapelles et calvaires. L’intérêt touristique peut être accentué par les fresques qui décorent certains monuments (fresque al Torchio, fresque Via Foppa, fresque Via Rodola).
On peut citer parmi les édifices : l’église Sant Tomaso, le sanctuaire Santa Casa, le Calvario.

## Administration
| Période                                  | Période  | Identité          | Étiquette | Qualité |
| ---------------------------------------- | -------- | ----------------- | --------- | ------- |
| 14 juin 2004                             | En cours | Vittorio Giumelli |           |         |
| Les données manquantes sont à compléter. |          |                   |           |         |

### Hameaux

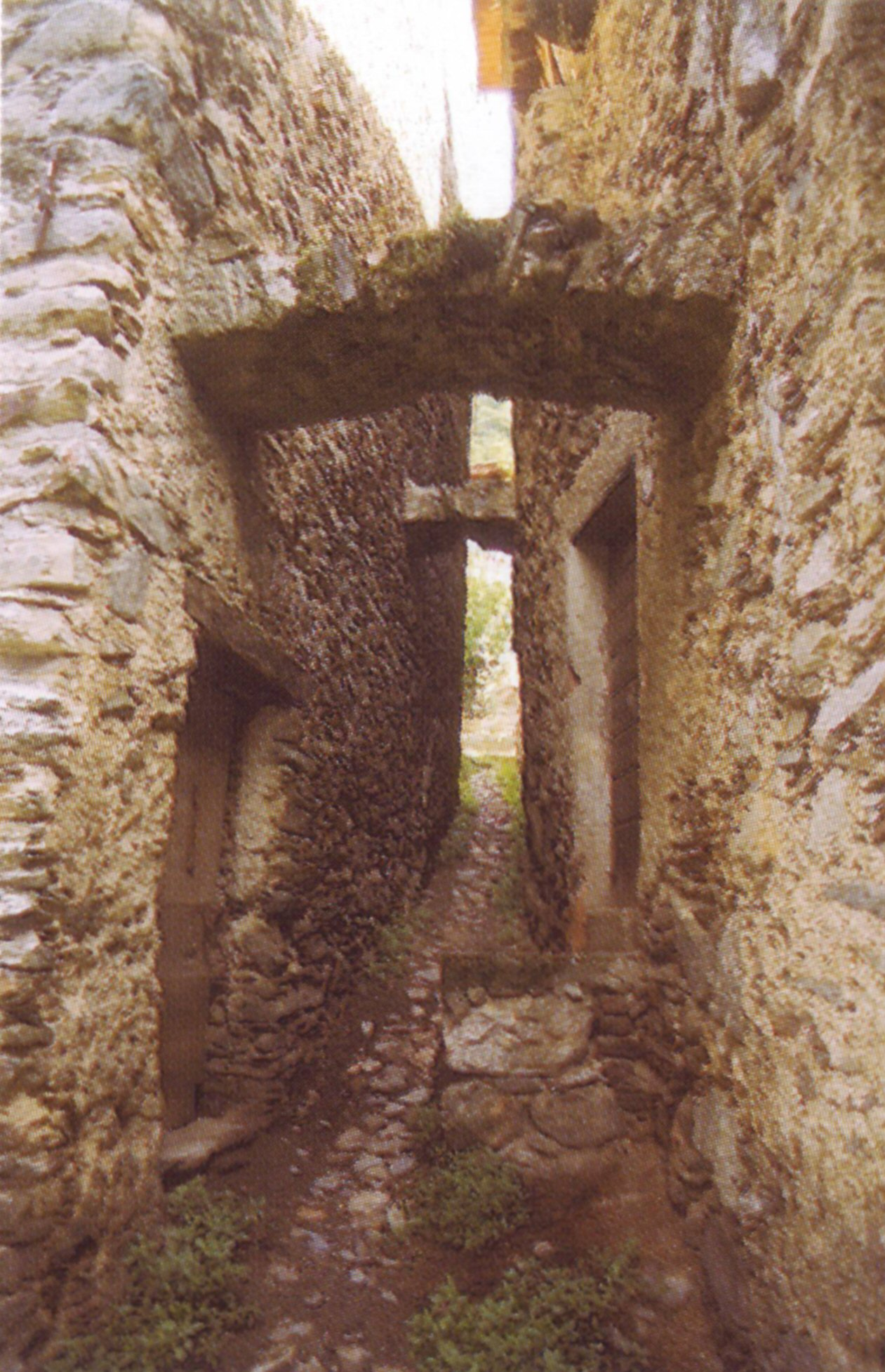
Ruelle de Piedo.

Centro, Sant Antonio, Piedo, Sant Tomaso, Santa Casa, Calvario, Cà Masotti, Sant Abondio.

### Communes limitrophes
Montagna in Valtellina, Piateda, Poggiridenti, Ponte in Valtellina, Chiuro.